# ギブソン・J-200

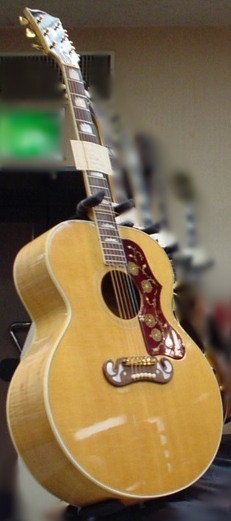
Gibson J-200
胴が分厚いのが分かる

J-200とは、1937年にギブソンがSJ-200という名で製造した「キング･オブ･フラットトップ」と呼ばれている、ギブソン最高級モデルのギターである。因みにSJは「Super Jumbo」の略である。
特徴的なブリッジの形は「moustache（口髭）」と呼ばれる。また、胴が分厚いために大音量が出せる。素材はハカランダだったが、戦後にメイプルへ変更された。1950年代にJ-200と改名され、現在に至る。
エルヴィス・プレスリーが最も愛用したギターとしても有名で、彼の主演映画「さまよう青春」「闇に響く声」「G.I.ブルース」「いかすぜ！この恋」などにも登場している。1968年にNBCが製作したカムバック･スペシャル「エルヴィス」のシットダウン･ショウでも、このJ-200を弾いている（途中でスコティ･ムーアと交換するが）。1969年頃からは指板に「ELVIS PRESLEY」と打ち込み、特徴的なピックガードを付けた特注品を使用した。普通のJ-200はチャーリー･ホッジが演奏していた。
なお、1996年にプレスリー･モデルが200本限定で販売された。